# سولفور اسپرینگز، شهرستان آشلی، آرکانزاس
سولفور اسپرینگز (به انگلیسی: Sulphur Springs) یک منطقهٔ مسکونی در ایالات متحده آمریکا است که در شهرستان اشلی، آرکانزاس واقع شده‌است. سولفور اسپرینگز ۲۴٫۰۸ متر بالاتر از سطح دریا قرار دارد.